# Neu!
I Neu! (ted. "Nuovo!", pron. [nɔɪ] "nòi") sono stati un gruppo tedesco del genere krautrock ritenuto tra i più importanti. È stato fondato nel 1971 da Michael Rother e Klaus Dinger, due ex collaboratori dei Kraftwerk.

## Storia
Lo stile del loro album d'esordio del 1972 traccia la strada che sarà seguita nel corso degli anni da band quali i Joy Division e gli Stereolab. L'anno successivo il gruppo si trova di fronte alla mancanza di fondi per completare il loro secondo album (ancora una volta senza titolo), e decide pertanto di riutilizzare due tracce già incise (Super e Neueschnee), facendole girare a diverse velocità e rovinando volutamente l'incisione delle tracce: qualcosa a metà tra l'invenzione del remix e la pura provocazione dadaista, che affianca i Neu! ai contemporanei e altrettanto sperimentali Faust.
A quel punto le strade tra i due musicisti si dividono: Rother raggiunge i Cluster con cui forma gli Harmonia, mentre Dinger getta le basi del suo gruppo L.A. Düsseldorf. Ma i due decidono di scrivere un ultimo capitolo della saga e si ritrovano per Neu! '75, forse il capolavoro del gruppo, tra momenti quasi ambientali (figli dell'esperienza degli Harmonia) e aggressività proto-punk (come in Hero, anticipazione dei Sex Pistols). La band si scioglie, e tentativi di riunione non porteranno a risultati degni della loro fama.

## Formazione
- Michael Rother - chitarra, tastiere, voce
- Klaus Dinger - chitarra, tastiere, percussioni, voce

### Collaboratori
- Thomas Dinger – percussioni (nel 1975)
- Eberhard Kranemann – basso (nel 1972)
- Hans Lampe – percussioni (nel 1975)
- Uli Trepte - percussioni (nel 1972)

## Discografia

### Album in studio
- 1972 – Neu!
- 1973 – Neu! 2
- 1975 – Neu! '75
- 1995 – Neu! 4
- 2020 – Neu! '86

### Raccolte
- 1978 – 2 Originals of Neu!

### Live
- 1996 – Neu!'72 Live!